# Bisbat de Spokane
El bisbat de Spokane (anglès: Diocese of Spokane, llatí: Dioecesis Spokanensis) és una seu de l'Església Catòlica als Estats Units, sufragània de l'arquebisbat de Seattle i que pertany a la Regió eclesiàstica XII (AK, ID, MT, OR, WA). L'any 2014 tenia 107.983 batejats sobre una població de 830.641 habitants. Actualment està regida pel bisbe Thomas Anthony Daly.

## Territori
La diòcesi comprèn els següents comtats de l'estat de Washington (Estats Units): Okanogan, Ferry, Stevens, Pend Oreille, Lincoln, Spokane, Adams, Whitman, Franklin, Walla Walla, Columbia, Garfield i Asotin.
La seu episcopal és la ciutat de Spokane, on es troba la catedral de Mare de Déu de Lorda
El territori s'estén sobre 63.058  km², i està dividit en 81 parròquies.

## Història
La presència catòlica a l'actual estat de Washington es remunta al 1830, quan els primers missioners del Québec arribaren al territori d'Oregon. L'1 de desembre de 1843, la Santa Seu instituí el vicariat apostòlic del territori d'Oregon (avui arquebisbat de Portland).
El 1846 el Papa Gregori XVI instituí la jerarquia eclesiàstica a la regió, i el vicariat apostòlic es va dividir en tres diòcesis: Oregon City, Illa de Vancouver i Walla Walla.
La massacre de Whitman el 1847 i la consegüent guerra Cayuse incrementà les tensions entre els cristians i els nadius del territori d'Oregon. El 31 de maig de 1850, la diòcesi de Walla Walla va ser abandonada i el Papa Pius IX creà la diòcesi de Nesqually (pel nom d'una tribu de nadius americans) amb seu a Vancouver. La seu episcopal va ser traslladada a Seattle i la diòcesi assumí el nom de diòcesi de Seattle el 1907. Aquesta comprenia tot l'estat de Washington.
A causa del creixement de la població a la ciutat de Spokane i en tota la regió oriental de l'estat se sentí la necessitat d'erigir una nova diòcesi. Així doncs, el 17 de desembre de 1913 el Papa Pius X erigí la diòcesi de Spokane, prenent-se el territori de diòcesi de Seattle (avui arxidiòcesi).
El 23 de juny de 1951 cedí una porció del seu territori per tal que s'erigís el bisbat de Yakima.

### Bancarotta
El desembre de del 2004, la diòcesi es declarà en bancarrota, per tal de protegir-se de les demandes de les presumptes víctimes d'abusos per part del clergat; com a part del procediment de bancarrota, la diòcesi acceptà de pagar compensacions per un import proper de 48 milions de dòlars provinents de les assegurances, de les ventes de propietats de l'església, de contribucions de grups catòlics i de les parròquies de la diòcesi.
Al 2012, s'assolí un acord amb mediadors i litigants que assentava demandes futures, eliminava la necessitat de futurs judicis o apel·lacions en ambdós costats, 
i disminueix la quantitat que la diòcesi hauria de pagar a cadascuna de les parts, permetent a la diòcesi per evitar el tancament de moltes de les seves parròquies.

## Cronologia episcopal
- Augustine Francis Schinner † (18 de març de 1914 - 17 de desembre de 1925 renuncià)
- Charles Daniel White † (20 de desembre de 1926 - 25 de setembre de 1955 mort)
- Bernard Joseph Topel † (25 de setembre de 1955 - 11 d'abril de 1978 jubilat)
- Lawrence Harold Welsh † (6 de novembre de 1978 - 17 d'abril de 1990 renuncià)
- William Stephen Skylstad (17 d'abril de 1990 - 30 de juny de 2010 jubilat)
- Blase Joseph Cupich (30 de juny de 2010 - 20 de setembre de 2014 nomenat arquebisbe de Chicago)
- Thomas Anthony Daly, des del 12 de març de 2015

## Estadístiques
A finals del 2014, la diòcesi tenia 107.983 batejats sobre una població de 830.641 persones, equivalent al 13,0% del total.
| any  | població | població | població | sacerdots | sacerdots       | sacerdots       | sacerdots             | diaques | religiosos | religiosos | parròquies |
| ---- | -------- | -------- | -------- | --------- | --------------- | --------------- | --------------------- | ------- | ---------- | ---------- | ---------- |
| any  | batejats | total    | %        | total     | clergat secular | clergat regular | batejats por sacerdot | diaques | homes      | dones      |            |
| 1950 | 44.101   | 397.672  | 11,1     | 156       | 70              | 86              | 282                   |         | 209        | 425        | 48         |
| 1964 | 68.267   | 488.100  | 14,0     | 219       | 107             | 112             | 311                   |         | 291        | 655        | 57         |
| 1968 | 68.837   | 510.006  | 13,5     | 213       | 99              | 114             | 323                   |         | 182        | 617        | 54         |
| 1976 | 72.250   | 490.000  | 14,7     | 186       | 93              | 93              | 388                   |         | 139        | 460        | 56         |
| 1980 | 75.000   | 614.000  | 12,2     | 188       | 86              | 102             | 398                   | 16      | 156        | 488        | 58         |
| 1990 | 75.132   | 598.500  | 12,6     | 181       | 87              | 94              | 415                   | 33      | 130        | 412        | 81         |
| 1999 | 78.432   | 721.646  | 10,9     | 189       | 88              | 101             | 414                   | 44      | 14         | 326        | 78         |
| 2000 | 76.681   | 726.702  | 10,6     | 180       | 74              | 106             | 426                   | 52      | 137        | 314        | 82         |
| 2001 | 76.691   | 720.569  | 10,6     | 179       | 80              | 99              | 428                   | 48      | 129        | 299        | 81         |
| 2002 | 75.791   | 691.931  | 11,0     | 161       | 76              | 85              | 470                   | 44      | 109        | 281        | 83         |
| 2003 | 66.274   | 679.105  | 9,8      | 141       | 72              | 69              | 470                   | 48      | 92         | 255        | 83         |
| 2004 | 86.721   | 722.677  | 12,0     | 158       | 69              | 89              | 548                   | 47      | 100        | 247        | 83         |
| 2010 | 103.000  | 792.306  | 13,0     | 152       | 71              | 81              | 677                   | 55      | 87         | 190        | 80         |
| 2014 | 107.983  | 830.641  | 13,0     | 134       | 67              | 67              | 805                   | 56      | 75         | 130        | 81         |